# Luis Plattner
Luis Plattner (* 21. Juni 1901 in Bozen; † 27. November 1976 ebenda) war ein Südtiroler Architekt.

## Leben und Werk

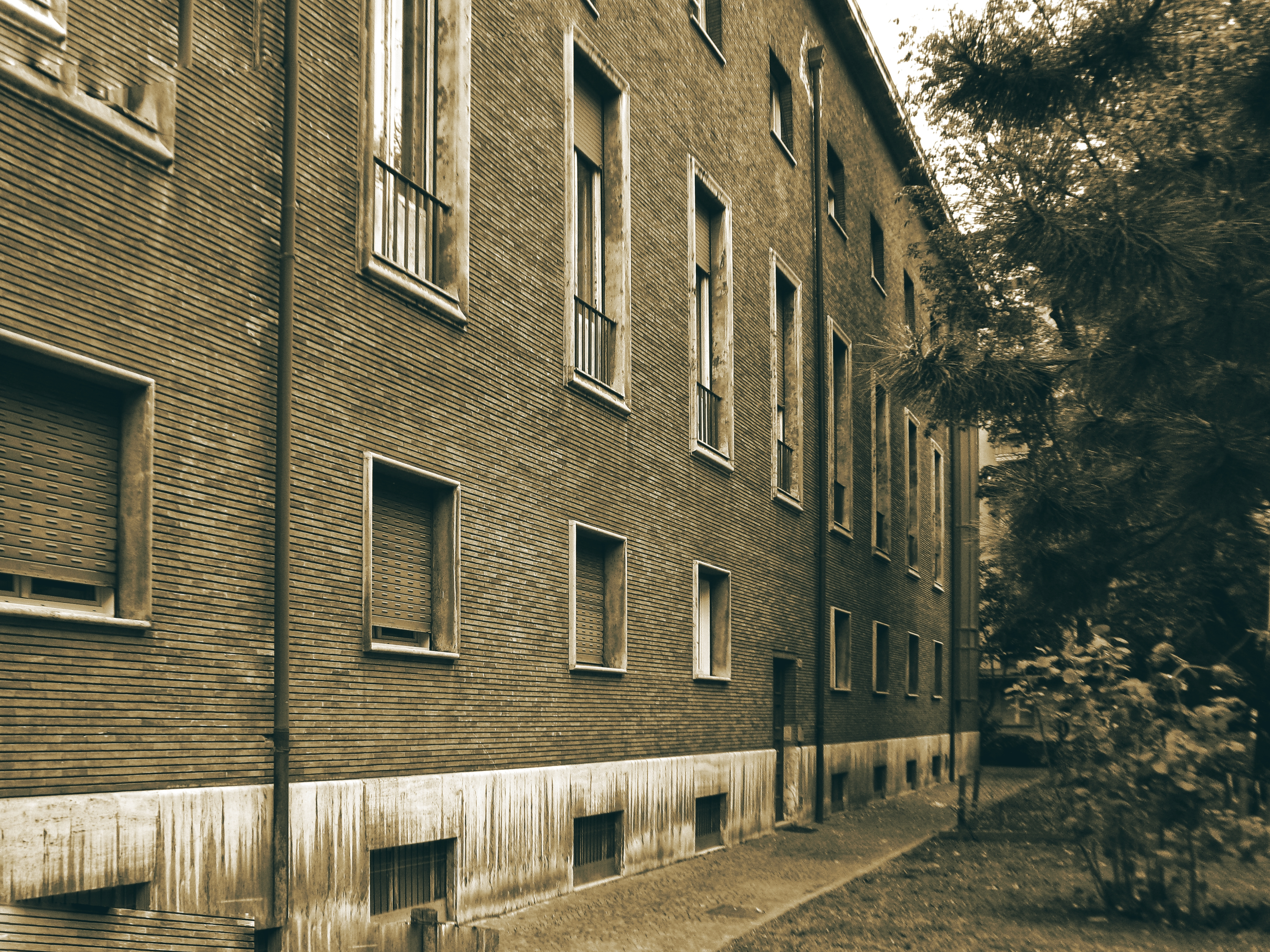
Seitenansicht der ehemaligen Casa Littoria in Bozen (1939/42)

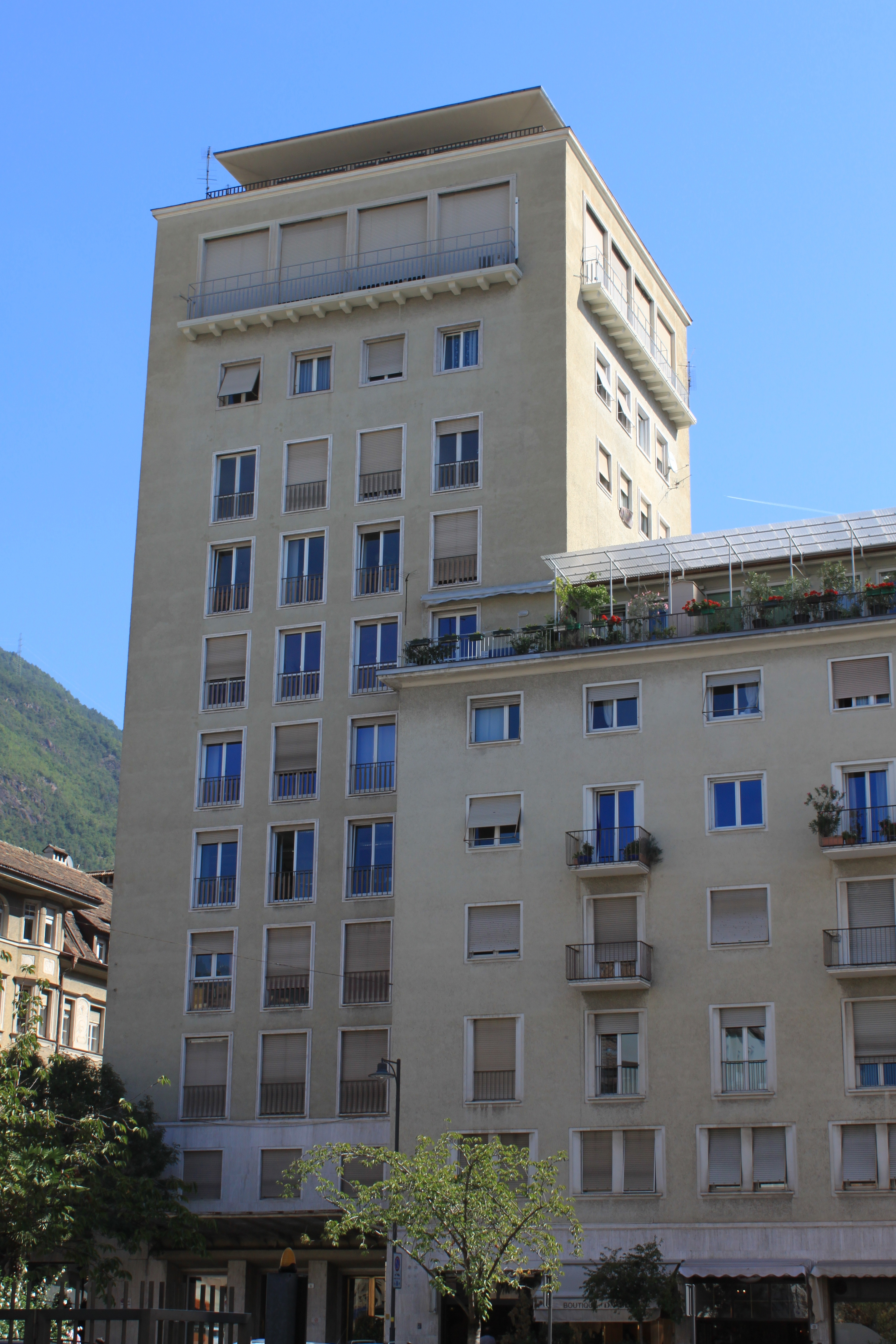
Hochhaus am Bozner Universitätsplatz (1950)

Plattner wuchs in einer Bozner Bäckerfamilie auf, die die sogenannte Plattnersche Bäckerei (ehemals Tinzl-Bäckerei) in der Museumstraße führte; nach dem frühen Tod seines Vaters 1915 hatte die Mutter das Geschäft alleine geleitet. Plattner besuchte das frühere Realgymnasium in der Defreggerstraße (heute Leonardo-da-Vinci-Straße). Nach der 1919 abgelegten Maturaprüfung schrieb er sich an der Technischen Hochschule in München, Fachrichtung Architektur, ein. 1924 erlangte er dort den Titel eines Diplomingenieurs und kehrte nach Bozen zurück, wo er zunächst am Bozner Boden bei Zimmermeister Eder den Dachstuhlbau erlernte. Weitere Fertigkeiten erwarb er beim örtlichen Bauunternehmen Amonn & Fingerle sowie den Gebrüdern Bittner, die als Baumeister vor allem im Wohnungsbau tätig waren.
Nach Ableistung des italienischen Militärdienstes ging Plattner wieder nach München und sodann nach Leipzig, wo er bis 1932 an diversen Bauausführungen beteiligt war. Erneut nach Bozen zurückgekehrt, richtete Plattner im Welponer-Haus, dessen Stadel er zum Geschäftshaus umgebaut hatte, sein Büro ein. 1938 heiratete er Felizitas Arlanch aus Vahrn, die Tochter eines dortigen Bauunternehmens; aus der Ehe gingen vier Söhne hervor.
Ab der Mitte der 1930er-Jahre entstand nach dem Generalbebauungsplan von Marcello Piacentini ein neues „Groß-Bozen“ im Stil des italienischen Rationalismus mit Magistralen, Funktionsbauten und neuen Plätzen; die Bauvorhaben entsprachen den Intentionen des Faschismus, Bozen zur italienischen Paradestadt an der Nordgrenze des von Benito Mussolini begründeten Impero auszugestalten. In diesem Kontext beteiligte sich Plattner an einem der zentralen Bauvorhaben des Regimes, der Errichtung des neuen Sitzes der Faschistischen Partei am heutigen Gerichtsplatz: Die Casa Littoria, heutiger Sitz der Finanzämter, wurde von ihm gemeinsam mit den Architekten Guido Pelizzari und Francesco Rossi entworfen; der Südtiroler Bildhauer Hans Piffrader schuf das monumentale Relief mit der Verherrlichung des faschistischen Regimes.
Mit dem Zweiten Weltkrieg kamen auch in Bozen Bauvorhaben zum Erliegen. Plattner war in der örtlichen Wertfestsetzungskommission tätig, die zur Abwicklung der Option in Südtirol eingerichtet worden war. Mit der deutschen Besatzung Südtirols rückte Bozen zum Hauptquartier der Operationszone Alpenvorland auf. In der Amtszeit des NS-Bürgermeisters Fritz Führer wurde Plattner zum kommissarischen Leiter des Bauamtes der Stadt Bozen bestellt.
In der Nachkriegszeit leitete Plattner zahlreiche Wiederaufbauvorhaben in der vom Luftkrieg stark mitgenommenen Landeshauptstadt. Unter anderem stellte er das zerstörte Tegelhofer-Haus in der Museumstraße wieder her, ebenso das Hoffmann-Haus (Café Monika) in der Goethestraße und weitere Bürgerhäuser im Altstadtbereich.
Neben dem Sitz der Südtiroler Sparkasse am Waltherplatz plante Plattner auch die Sparkassen-Niederlassungen in Meran und St. Ulrich in Gröden sowie mehrere Raiffeisenkassen. Weiters zeichnete er für das Landtagsgebäude in Bozen, zahlreiche Schulbauten, Gasthöfe und Hotels sowie für Kirchenneubauten in Reschen und Brenner verantwortlich.
Unter Plattners Neubauten ragt das Hochhaus am Bozner Universitätsplatz hervor, das Plattner 1950 für die Gebrüder Vanzo als volumetrische Ecklösung im Stil der Nachkriegsmoderne und in Anlehnung an die Postbauten von Robert Vorhoelzer entworfen hatte.
Plattners Grab befindet sich am Städtischen Friedhof in Bozen-Oberau.

## Werke (Auswahl)
- Casa Littoria in Bozen, 1939/42 (gemeinsam mit Guido Pelizzari und Francesco Rossi)[5]
- Tankstelle am Verdiplatz, Bozen, 1949/52 (gemeinsam mit Guido Pelizzari und F. Gubiani)[6]
- Hochhaus und Eckgebäude am Universitätsplatz, Bozen, 1950[7]
- Pfarrkirche St. Sebastian in Reschen, 1951/53
- Landtagsgebäude in Bozen, 1953 (gemeinsam mit Guido Pelizzari)
- Sparkassengebäude am Waltherplatz, Bozen, 1955
- Sparkasse Meran, 1958[8]
- Wohnhaus Rosministraße, 1961[9]

## Publikationen
- Die Bau- und Landschaftspflege in Südtirol. In: Der Schlern 48, 1974, S. 246–250.